# Maldivas en los Juegos Olímpicos de Río de Janeiro 2016
Maldivas participa en los Juegos Olímpicos de 2016 en Río de Janeiro, Brasil, del 5 al 21 de agosto de 2016.
La nadadora Aminath Shajan fue el abanderado durante la ceremonia de apertura.

## Deportes
Atletismo
- Hassan Saaid (100 metros masculino)
- Afa Ismail (200 metros femenino)

Natación
- Ibrahim Nishwan (50 metros estilo libre masculino)
- Aminath Shajan (100 metros estilo libre femenino)